# Juan Govea
Juan Govea est un footballeur équatorien né le 27 janvier 1991 à Esmeraldas. Il évolue au poste de milieu de terrain avec le SD Aucas.

## Carrière
- 2008-déc. 2011 : Deportivo Cuenca ( Équateur)
- 2012-fév. 2014 : CD El Nacional ( Équateur)[1],[2]
  - 2013-déc. 2013 :  Monarcas Morelia (prêt)
- fév. 2014-fév. 2015 : Deportivo Cuenca ( Équateur)
- fév. 2015-déc. 2015 :  CD Mushuc Runa
- jan. 2016-2016 :  CA Tucuman
- 2016-mars 2017 :  CA Douglas Haig
- depuis mars 2017 :  SD Aucas